# De qué estamos hechos
De qué estamos hechos es una película de Argentina filmada en colores dirigida por Leonardo Polverino sobre su propio guion que se estrenó el 9 de agosto de 1994 en la Sala Meliés de Buenos Aires, y que tuvo como actores principales a Leonardo Polverino, José Luis Alfonzo,  Mirta Laurito y  Raúl Etchelet.

## Sinopsis
Por el velatorio del dueño de la empresa de pompas fúnebres pasan diversos personajes que revelan la personalidad del fallecido.

## Reparto
- Leonardo Polverino …Don Antonio Roque
- José Luis Alfonzo …Federico Perez
- Mirta Laurito …Sofia Perez de Roque
- Raúl Etchelet …Gerardo Deferrari
- Daniel Megias …Juan Borsini
- Rinaldo Natale …Sergio Contreras
- Rodolfo Lichy …Contador George Mac.Farlane
- Susana Cheyllada …Doña Dora
- Marcelo Alguibay
- Alfredo Gancedo
- Guillermo Bianco ...Ambulanciero
- Marcelo Castiglioni	...	El cura falso
- Miguel Cutaia	...	Soldador
- Sergio Di Giovanni	...	Camillero
- Luis Godoy	...	Mendigo
- Mirta Laurito...	Sofía Pérez de Roque
- Alberto Leonelli	...	Estudiante de medicina 2
- Daniel Megias	...	Juan Borsini

## Comentario
Manrupe y Portela escriben:

«Con aspectos autobiográficos, Polverino construye una sátira de humor negro inspirada en los dos años que trabajó en una empresa de pompas fúnebres..»